# Bancewicze
Bancewicze (biał. Банцавічы, Bancawiczy; ros. Банцевичи, Bancewiczi) – wieś na Białorusi, w obwodzie grodzieńskim, w rejonie lidzkim, w sielsowiecie Dzitwa, nad Dzitwą.
Współcześnie do wsi należy także dawna kolonia (folwark) Kulbaki. Zaś dawna kolonia Bancewicze należy obecnie do wsi Dajnowo Drugie.

## Historia
W XIX i w początkach XX w. położone były w Rosji, w guberni wileńskiej, w powiecie lidzkim, w gminie Tarnowszczyzna.
W dwudziestoleciu międzywojennym leżały w Polsce, w województwie nowogródzkim, w powiecie lidzkim, w gminie Tarnowo/Białohruda. W 1921 wieś Bancewicze liczyła 49 mieszkańców, zamieszkałych w 7 budynkach. Kolonia Kulbaki liczyła zaś 86 mieszkańców, zamieszkałych w 13 budynkach. Mieszkańcami obu miejscowości byli wyłącznie Polacy wyznania rzymskokatolickiego.
Po II wojnie światowej w granicach Związku Sowieckiego. Od 1991 w niepodległej Białorusi.